# 嘉義明治丙午烈震賑災紀念碑
嘉義明治丙午烈震賑災紀念碑，是一座位於臺灣嘉義市東區嘉義公園的紀念碑，因紀念1906年梅山地震殉難者而興建而設立，是臺灣第一座為紀念地震死傷所立的紀念碑。今已登錄為嘉義縣一般文物。

## 沿革
1906年3月17日凌晨六點四十二分，日治臺灣嘉義廳打貓東頂堡梅仔坑庄（今嘉義縣梅山鄉）一帶發生芮氏規模7.1大地震，該地震波及嘉義廳中心、鄰近斗六廳、鹽水港廳等數十個街庄及周邊地區，使得部分房屋倒塌，估計有1,236人死亡，2,954人受傷。此地震此後被稱為梅山地震，也因發生年份正值農曆丙午，亦稱為丙午烈震。烈震發生後，嘉義廳長岡田信興向日本政府求援，臺灣總督府立刻從臺北派醫護人員前往南部地區救災。
由於天災對當時社會造成巨大的心理衝擊。當時曾號召民眾參加救援、擔任參與重劃市區計畫的時任嘉義廳參事莊伯容（1864~1932）對此深感哀痛，申請立碑紀念，最終於1906年12月完成「嘉義明治丙午烈震賑災紀念碑」，立碑於嘉義旅社前。
1911年1月17日，廳長津田毅一、庶務課長佐佐木、警務課長田中到籌備的嘉義公園現場進行勘查，決定計畫將原設於嘉義旅社前的震災紀念碑移至公園保存。該事經莊伯容後人所述，因莊伯容當時與岡田廳長頗多交往，因此多次向岡田爭取將碑立於公園內。 
戰後時期，該碑仍立於公園中，然而此碑責備貼石片書寫「青年育樂中心」，2000年，嘉義玉山文化協會李榮昱理事長發現「青年育樂中心」的石碑，後立刻聯想到消失的「丙午烈震紀念碑」，報請文化局調查，經嘉義市文化局余坤龍副局長、何培夫教授召開文獻委員會後證實這塊石碑為丙午烈震紀念碑，在決議復原於2001年3月並加以整修，令石匠將「青年育樂中心」碑敲毀拆除，恢復碑石原貌而重新豎立在公園內，不過位置未移回開園時的原有位置。並設立「丙午烈震碑說明牌」講述立碑始末，後登錄市府「一般古物」。

## 設計
賑災紀念碑共分為碑體及碑座兩個部分，其中，碑體高210公分、寬83公分、厚4.5公分，材質為青斗石，碑體採用中國風格的蟠龍式造型，正面有浮雕裝飾，碑額刻有二龍戲珠雕刻裝飾；碑座則是用花崗石所建。碑文則是由當時嘉義的文人莊伯容以漢文所撰寫，記錄了此次「丙午烈震」的始末，被認為是是對於當時地震情形第一手的史料，具有對於地震次數的歷史記載、傷亡及房屋受所狀況有精準的數目統計、廳長妥善處理地震的善後事宜等重要的歷史價值：

震災記
粵稽舊史所載，本廳下往時震災之大者︰康熙二回、雍正一回、 乾隆二回、道光同治年間各一回。惜乎文獻不足，故其被害程度以及救恤方法，無由得知其詳也。
改隸後又屢被是殃，就中如明治甲辰十一月六日之震，頗稱劇烈，越三月十七日黎明，地復大震，北自雲林、南亙月津，而本廳下實為其震源；爾後震動頻々、民不安堵。翌月望前，烈震復繼之，其震度轉以嘉義為北端，東南波及十餘里。是厄也!前後數回，壓死者千兩百四十七，負傷者二千三百九十九，家屋之倒壞者則有一萬千九百九十二戶之多，實為開臺未曾有之巨殃，心酸悽愴，非筆舌所能罄。幸蒙邑宰岡田信興閣下隨即稟申政府，多方救助，善後是圖，事聞九重，得深軫念，厚賜恩金下卹，旋差天使遙臨。加以江湖樂善諸君子大寄同情，義捐累萬。嗚呼。
天恩之優渥，真與雨露同深。況又政澤之周到，繼以同袍之仁慈，俾諸難民賴以免轉溝豁者，寧非聖代之賜歟!爰勒其顛末於石，以垂諸來今。
明治丙午季冬 羅山 莊伯容謹撰并書

## 外部連結
- 丙午震災紀念碑 - 臺灣國際醫療全球資訊網 （页面存档备份，存于）
- 嘉義明治丙午烈震賑災紀念碑 - 臺灣世界遺產潛力點 （页面存档备份，存于）